# Larbaâ Nath Irathen
Larbaâ Nath Irathen é uma cidade da província de Tizi Ouzou, no norte da Argélia. Em 2008, sua população era de 29 376 habitantes.